# Reza Allamehzadeh

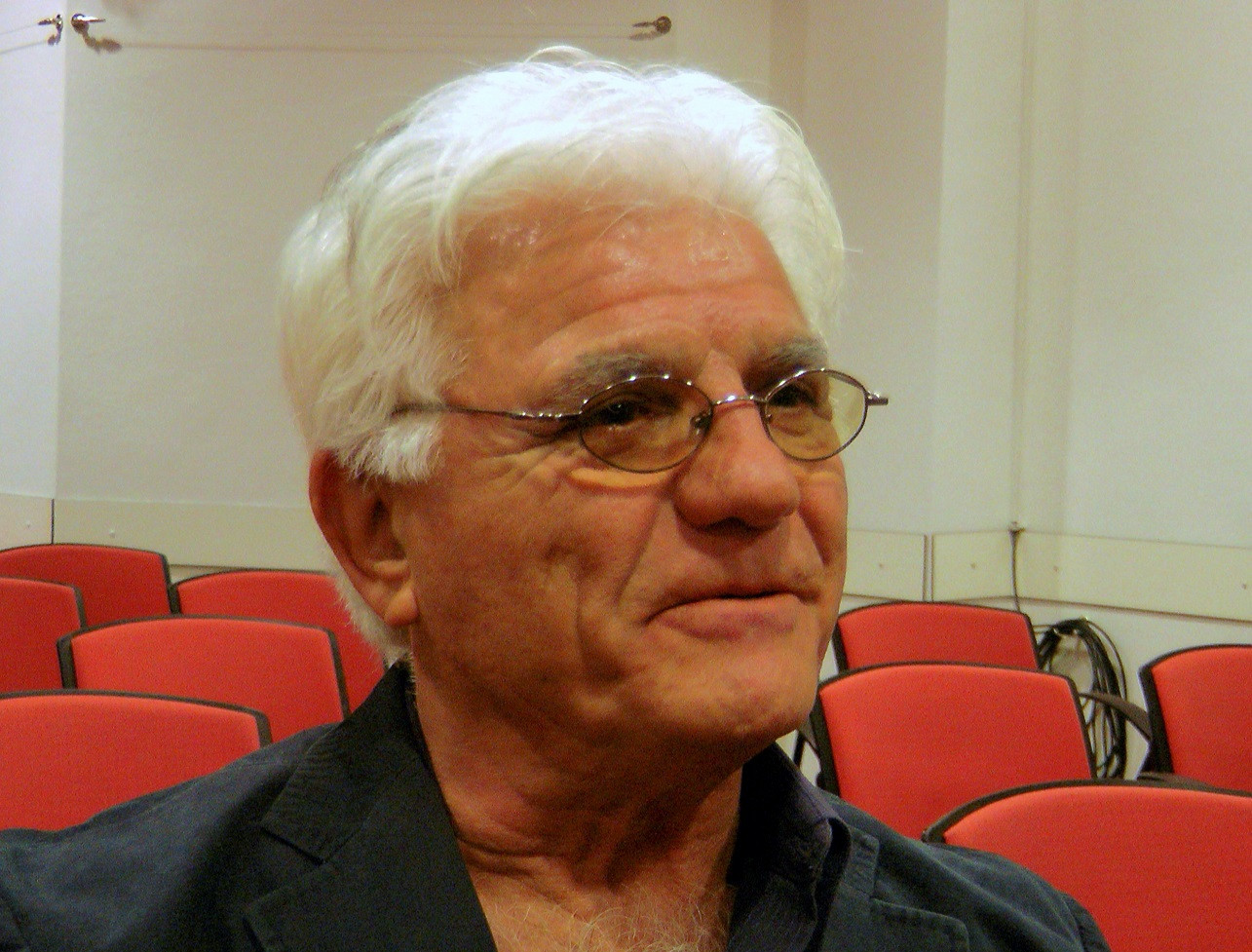
Reza Allamehzadeh

Reza Allamehzadeh (persiska: رضا علامه‌زاده; lyssna (fil); född 1943 i Bâbol) är en iransk filmskapare, filmkritiker och författare.
Han är mest känd för dokumentären "Holy Crime" om den islamiska republikens terror mot iranska politiker och oppositionsledare i exil.
Allâmezadé har också gjort en teaterpjäs om Mohammad Mosaddeqs sista år i husarrest (2005).